# Dicranota (Dicranota) noveboracensis
Dicranota (Dicranota) noveboracensis is een tweevleugelige uit de familie Pediciidae. De soort komt voor in het Nearctisch gebied.